# Újudvar, Zala
Újudvar  este un sat în districtul Nagykanizsa, județul Zala, Ungaria, având o populație de 996 de locuitori (2011). 

## Demografie
Componența etnică a satului Újudvar
     Maghiari (98,35%)
     Romi (1,3%)
     Croați (0,35%)
Componența confesională a satului Újudvar
     Romano-catolici (67,07%)
     Fără religie (5,42%)
     Necunoscută (26,41%)
     Alte religii (1,61%)
Conform recensământului din 2011, satul Újudvar avea 996 de locuitori. Din punct de vedere etnic, majoritatea locuitorilor (98,35%) erau maghiari, cu o minoritate de romi (1,3%).  Din punct de vedere confesional, majoritatea locuitorilor (67,07%) erau romano-catolici, cu o minoritate de persoane fără religie (5,42%). Pentru 26,41% din locuitori nu este cunoscută apartenența confesională.